# Рибница (Словенија)
Рибница (словен. Ribnica) је град и управно средиште истоимене општине Рибница, која припада Југоисточнословеначкој регији у Републици Словенији.
По последњем попису из 2011. године, насеље Рибница имало је 3.604 становника.